# Ada Colau
Ada Colau Ballano (Barcelona, 3 maart 1974) is een Spaans activiste. Van 2015 tot 2023 was zij burgemeester van Barcelona.

## Biografie
Colau was in 2009 betrokken bij de oprichting van de beweging Plataforma de Afectados por la Hipoteca (PAH), die zich inzet voor mensen die door een hypotheekschuld uit hun huis worden gezet. In 2011 nam ze deel aan protesten van de 15 mei-beweging. Ze was woordvoerster van de PAH tot de zomer van 2014, toen ze een politieke beweging oprichtte. Deze beweging, Barcelona en Comú genaamd, is een verbond van progressieve organisaties, waaronder de politieke partij Podemos, dat is gevormd voor de verkiezingen in Barcelona in 2015. Colau werd op 13 juni 2015 burgemeester van Barcelona, nadat haar partij op 24 mei dat jaar de grootste was geworden met 25% van de stemmen.
Ada Colau bleef zich in de oplopende spanningen tussen het autonome bestuur van Catalonië en de Spaanse regering, opstellen als de burgemeester van alle Barcelonaars. Wel verbrak ze na de afzetting van de Catalaanse regering haar coalitie met de sociaaldemocraten, die de maatregel uit Madrid verdedigden. Ook weigerde ze in 2017 zich kandidaat te stellen voor de lijst van Podemos bij de regionale verkiezingen. Ze stelde haar strijdmakker bij de PAH, Susana Ordoñez, aan als stedelijk bemiddelaar in conflicten tussen huiseigenaren en huurders. 
In 2019 werd ze door de gemeenteraad herkozen voor een tweede termijn van vier jaar. Hoewel ze in dat jaar bij de gemeenteraadsverkiezingen haar partij niet als grootste uit de bus kwam, bleek ze de enige te zijn die een meerderheid achter zich kon krijgen. De voormalige Franse premier Manuel Valls, die na zijn premierschap een tijdje in zijn geboortestad Barcelona de gemeentepolitiek in is gegaan, heeft hierin een sleutelrol gespeeld. Het enige alternatief zou een burgemeester uit de Catalaanse onafhankelijkheidsbeweging zijn geweest. 